# Suberites aquaedulcioris
Suberites aquaedulcioris är en svampdjursart som beskrevs av Annandale 1914. Suberites aquaedulcioris ingår i släktet Suberites och familjen Suberitidae. Inga underarter finns listade i Catalogue of Life.